# Переясловская
Перея́словская — станица в Брюховецком районе Краснодарского края.
Административный центр Переясловского сельского поселения.

## География
Станица расположена в степной зоне, на правом берегу реки Бейсуг, в 4 км к северу от районного центра — станицы Брюховецкой.

### Улицы
- ул. Раздольная,
- ул. Бейсугская,
- ул. Береговая,
- ул. Береговая 2-я,
- ул. Восточная,
- ул. Выгонная,
- ул. им. Гоголя,
- ул. Дудовского,
- ул. Железнодорожная
- ул. Кавказская
- ул. Коминтерна,
- ул. Красная,
- ул. Кривая,
- ул. Кубанская,
- ул. Кузнечная,
- ул. им. Масловского,
- ул. Набережная,
- ул. Новая,
- ул. Октябрьская,
- ул. Пионерская,
- ул. Политотдельская,
- ул. Пролетарская,
- пер. Прямой,
- ул. Ростовская,
- ул. Северная,
- ул. им. Седина,
- ул. Советская,
- ул. Степная,
- ул. Табачная,
- ул. им. Толстого,
- ул. Черкесская,
- ул. им. Шевченко,
- ул. Широкая.
- ул. Кирпичная.
- ул. Южная
- ул. Жертв Революции

## История
Переясловское куренное селение было основано в 1794 году — одно из первых 40 селений черноморских казаков на Кубани. Название перенесено с куреня Запорожской Сечи, который был назван по городу Переяслав Киевской области. Станица с 1842 года. Входила в Кавказский отдел Кубанской области.
По сведениям 1882 года в станице Переясловская проживало 2950 человек (1444 мужского пола и 1506 — женского), насчитывалось 433 дворовых хозяйства. Народность жителей — малороссы.
В «статистическом описании земли Черноморских казаков», составленном в 1821 году, о станице Переясловской (по 1842 год все население Черноморских казаков называли куренями, с 1842 года — станицами) сказано следующее:
куренное селение Переясловское состоит при речке Великом Бейсуге, по течению его правой стороны, расстоянием от Кубани в 75 верст, в нем церковь каменная одна, домов деревянных 224, жителей мужского пола 897 душ, женского пола 467 душ, в том числе таких, кои могут носить оружие 369 душ.
Вдоль реки с востока на запад были разбросаны курганы (могилы) старых сарметских захоронений, на которых казаки станицы Переясловской строили сторожевые вышки.
В восточной части излучины реки Б.Бейсуг рос небольшой лесной массив с зарослями дикой груши, ясеня, береста, алычи, акации, кустарника тёрна, бузины, шиповника. На окраине леса, по берегу реки, были разбросаны остатки глинобитных развалин, где до поселения казаков проживали адыгейские племена. Оная часть станицы до сего времени носит название аул.
За курганами широкие степи, травы и роскошная растительность зелёным ковром простиралась на необозримые пространства. Богатые пастбища, степные угодья, относительно тёплый климат, непочатая девственная почва, отменный чернозём, близость реки, изобилующей разнообразными видами рыб, удобное расположение местности для защиты от набегов адыгов, открыли чубатым черноморским сечевикам широкое поле деятельности на вновь приобретённой Родине. И началось освоение необжитого края. Богатую чернозёмную землю предстояло «приручить», заставить служить людям.
К 1 января 1887 года в станице Переясловской числилось домов, принадлежащих коренным жителям (то есть казакам) — 616, принадлежащих иногородним (то есть лицам неказачьего сословия) — 274, жителей коренных — 606 семейств, 1619 душ мужского пола и 1560 душ женского пола, иногородних 428 семейств, 1252 душ мужского пола и 1021 душа женского пола.
В станичной юрте (так назывался станичный земельный надел) имелись 3 водяных и 6 ветряных мельниц, 18 пасек. В станице было мужское начальное училище с 60 учащимися, 8 лавок с разными товарами и 3 питейных заведения. Жителям станицы принадлежало более 50 тысяч голов разного рогатого скота, в том числе рабочих упряжек лошадей 1102 шт и рабочих волов 2556 пар.
К 1914 году в станице Переясловской уже насчитывалось более тысячи дворов: 965 казачьих и 190 иногородних, общее количество населения составляло около 10 тысяч человек.
В станице (без хуторов) имелось паровых мельниц — 2, ветряных мельниц — 3, две маслобойки, небольшой черепичный и кирпичный заводы, гончарный цех, кузнецов-кустарей — 6, кустарей-сапожников — 5, кустарей-шорников — 3, церкви каменные — 2, лавок с разным товаром — 12, 3 питейных заведения.
В станице было одноклассное училище с трехлетним сроком обучения для детей казаков, церковно-приходская начальная школа для детей иногородних и женское реальное училище.
Основу хозяйственной деятельности преобладающего сельского населения в предреволюционный период составляло земледелие. Это не исключало других видов занятия у различных социальных групп сельского населения.
Консервация феодального способа пользования землей за службу и общинного землевладения способствовала длительному сохранению замкнутости и патриархальности бытового уклада, сословной изолированности казаков.
Вместе с тем. Быстрое развитие капитализма на Кубани втягивало все слои населения в товарно-денежные отношения, подрывало сословную обособленность, приводило к классовому расслоению населения.
Классовое расслоение иногородних заметно усиливается в конце 19 начале 20 века.
Выделяется прослойка богатых предпринимателей, одни из них занимаются торговлей, заводят различные промышленные предприятия, другие арендуют на продолжительный срок войсковые земли или покупают частные земли и создают крупные хозяйства капиталистического типа.
Основная масса иногородних жила в тяжелых условиях, не имея земли и средств производства, многие из них батрачили у богатых казаков, арендовали землю, занимались ремеслами. Более сносное экономическое положение было лишь у так называемых жителей невойскового сословия, имевших земельные наделы. Неравенство экономической жизни казаков и иногородних, бесправное положение иногородних в казачьих станицах создавали условия для дальнейшего обострения сословных и классовых противоречий.
Новый период в истории станицы Переясловской, как и всей нашей страны, начался с победой Великой Октябрьской социалистической революции. Трудовые казаки и иногородние крестьяне вписали славные страницы в историю борьбы за Советскую власть.
Великая Октябрьская социалистическая революция открыла новую перспективу дальнейшего развития страны и станицы Переясловской. За годы советской власти преобразилось лицо станицы, её экономическое и культурное развитие.
В тяжёлые годы Великой Отечественной войны трудящиеся станицы Переясловской вместе со всем Советским народом героически боролись против людоедов 20 века — немецко-фашистских захватчиков, поднявших руку на свободу и независимость нашей Родины.
Большой урон понесла станица Переясловская от гитлеровских захватчиков в период временной оккупации. Почти все производственные постройки колхозов станицы были разрушены немецкими оккупантами. Была взорвана паровая мельница, вырублен парк, вывезено в Германию большое количество скота и пшеницы.
После изгнания фашистских захватчиков, жители станицы из руин подняли хозяйство, сделав свою жизнь ещё красивее и зажиточнее.

## Экономика
ОАО «Брюховецкое АТП» — осуществляет ремонтно-строительную деятельность и пассажирские и грузовые перевозки.
На территории сельского поселения есть предприятия, производящие сельскохозяйственную продукцию и товары народного потребления:
- агрофирма «Восход»,
- ЗАО «Созидатель».
- Придорожный комплекс «KoLoS»-осуществляет комплексное питание туристов, следующих на Чёрное море и Крым. Руководитель: Рыбалко Александр Александрович.

## Образование
- «Муниципальное бюджетное общеобразовательное учреждение средняя общеобразовательная школа № 7 ст. Переясловской муниципального образования Брюховецкий район — директор Саворская Елена Степановна»;
- «Муниципальное бюджетное общеобразовательное учреждение средняя общеобразовательная школа № 15 ст. Переясловской муниципального образования Брюховецкий район — директор Дужая Ирина Николаевна»;
- "Муниципальное бюджетное общеобразовательное учреждение детского образования детей детская юношеская спортивная школа им. В. Н. Мачуги ст. Переясловской муниципального образования Брюховецкий район
- "Муниципальное бюджетное дошкольное образовательное учреждение детский сад № 3 «Вишенка»
- "Муниципальное бюджетное дошкольное образовательное учреждение детский сад № 15 «Берёзка»
- "Муниципальное бюджетное дошкольное образовательное учреждение детский сад № 1 «Белоснежка»

## Население
| 1959 | 1979  | 2002  | 2010  | 2021  |
| ---- | ----- | ----- | ----- | ----- |
| 5672 | ↗7054 | ↗8433 | ↘8424 | ↘7620 |

## Известные уроженцы
- Гамалий, Василий Данилович (1884—1956) — казачий офицер, Георгиевский кавалер
- Москаленко, Александр Николаевич — спортсмен, первый олимпийский чемпион в прыжках на батуте. Учился в школе № 7.
- Мачуга, Василий Николаевич (1951—1996) — советский спортсмен и российский государственный деятель. Учился в школе № 7.